# Marcelline Boivin-Coocoo
Marcelline Boivin-Coocoo est une écrivaine de la nation atikamekw née en 1950 à Wemotaci (Québec, Canada).

## Biographie

### Famille
Marcelline Boivin-Coocoo a une grande famille composée d’une sœur aînée et d’un frère aîné, ainsi que de plusieurs autres sœurs et frères cadets. Elle a également de nombreux enfants et petits-enfants qui l’ont inspirée à parler de son enfance dans ses écrits, afin de créer un monde meilleur pour les générations à venir. 

### Expérience dans les pensionnats
Marcelline Boivin-Coocoo a été pensionnaire pendant dix ans. Elle a été séparée de ses parents à l'âge de sept ans pour aller au pensionnat à Amos en Abitibi. Dans « Que sont devenus les enfants arrachés à leur famille? », un récit autobiographique publié dans Littérature amérindienne du Québec , elle raconte qu’au début, elle avait hâte d’aller au pensionnat et se sentait très adulte, puisqu'elle était assez grande pour partir avec son frère et sa sœur aînés. Ces derniers avaient fréquenté un pensionnat autochtone l'année précédente, donc ils savaient ce qui allait se passer à l'école. Marcelline Boivin-Coocoo, pour sa part, avait peur de s'ennuyer de sa famille, mais croyait qu’elle s’en allait dans une école ordinaire, où elle serait acceptée pour ce qu’elle était. 
Elle a été conduite au pensionnat en train et en camion à bestiaux . Dès son arrivée, Boivin-Coocoo et sa sœur ont été séparées de leur frère. Ensuite, lors de ce que Marcelline Boivin-Coocoo nomme «la cérémonie de l'épouillage», les religieuses ont coupé ses cheveux, puis elle a été lavée, avec l’intention de la rendre «plus blanche» . Marcelline Boivin-Coocoo affirme que, durant les dix années qu’elle a passées dans les pensionnats, elle a été rabaissée, ridiculisée, contrôlée et harcelée sexuellement et physiquement ,,. L’abus qu’elle a subi, dit-elle, l’a affectée physiquement, mentalement, affectivement et spirituellement. Une fois sortie du pensionnat, elle ne pratiquait plus sa religion, et ses souvenirs de son séjour dans les pensionnats l'avaient marquée pour le reste de sa vie.

### Éducation
Marcelline Boivin-Coocoo a fait ses études primaires dans deux pensionnats : le pensionnat d'Amos (en opération de 1955 à 1973) , puis elle a été transférée à l’annexe, au pensionnat de Pointe- Bleue (en opération de 1960 à 1973) . Elle a ensuite été scolarisée à l'école secondaire de Roberval. Elle a poursuivi des études postsecondaires. Elle a obtenu son certificat en éducation et son brevet d'enseignement avant d’obtenir son baccalauréat en enseignement à l'Université́ du Québec à Chicoutimi.

### Emploi
Marcelline Boivin-Coocoo a commencé sa vie professionnelle quand elle était jeune. Son premier emploi était en restauration. Pour mieux se préparer à son avenir, Don Marcelino, dans Les Amérindiens et Jésus, indique qu’elle s’est engagée dans un processus de guérison basé sur l'approche de l'enfant intérieur. Au terme de ce processus, Boivin-Coocoo est devenue journaliste d'enquête pour Radio Sagami à Montréal. Après avoir occupé un poste de journaliste, elle a décidé de concentrer son travail au sein de sa communauté autochtone, la réserve de Wemotaci. Au début, elle travaillait comme agente de développement du matériel didactique pour l’école préscolaire de la communauté. Ensuite, elle a occupé un poste de conseillère pédagogique. Elle a également travaillé comme membre du Conseil d'établissement de l'école Waratinak. Elle est présentement bénévole au sein du Comité Pimatisiwin, qui suit la guérison des « survivants » des pensionnats autochtones. 

## Genre littéraire
Marcelline Boivin-Coocoo écrit des témoignages qui traitent de l'abus dans les pensionnats autochtones et des problèmes sociaux , qu’elle diffuse par le biais de Wemotaci Publications. Dans ses textes, elle parle de son expérience dans les pensionnats pour aider les autres victimes à guérir en utilisant la même approche de l'enfant intérieur qu’elle a suivie. En 2013, elle a participé au cabaret organisé par le théâtre Ondinnok et intitulé « Je vous répondrai par la bouche de nos poètes » en compagnie de plusieurs autres poètes et artistes autochtones de diverses nations. 

## Publications littéraires
- Que sont devenus les enfants arrachés à leur famille ? - Dans Gatti, M. (2009). Littérature amérindienne du Québec. Écrits de langue française. Montréal : Bibliothèque québécoise. Ses autres textes ont été rédigés dans sa langue maternelle et partagés uniquement avec sa communauté